# Grímsstaðfjall
Grímsstaðfjall är en kulle i Färöarna (Kungariket Danmark).   Den ligger i sýslan Vága sýsla, i den nordvästra delen av landet, 30 km nordväst om huvudstaden Tórshavn. Toppen på Grímsstaðfjall är 296 meter över havet. Grímsstaðfjall ligger på ön Vágar.
Terrängen runt Grímsstaðfjall är kuperad. Havet är nära Grímsstaðfjall åt nordväst. Runt Grímsstaðfjall är det glesbefolkat, med 16 invånare per kvadratkilometer. Närmaste större samhälle är Vestmanna, 6,5 km öster om Grímsstaðfjall. Trakten runt Grímsstaðfjall består i huvudsak av gräsmarker.